# Palle Nielsen
Palle Nielsen (8. august 1920 i København – 5. september 2000) var en dansk tegner og grafiker. 
Palle Nielsen havde uddannelse fra Kunsthåndværkerskolen i København 1945-1947, Erik Clemmensens malerskole og Kunstakademiet under K. Iversen og Aksel Jørgensen). Han var siden professor ved Kustakademiet fra 1967 til 1973. Han udstillede gennem Smithsonian Foundation, på biennaler bl.a. i Venezia, Sao Paulo, Tokyo og Firenze, på Moderna Museet i Stockholm og på Statens Museum for Kunst, Ny Carlsberg Glyptotek, Karen Blixen Museet i Danmark.
Palle Nielsen er særlig kendt for en stor mængde serier med træ- og linoleumssnit af skikkelser og landskaber fra den moderne storby i dramatiske og poetiske billeder i sort-hvid. Blandt de grafiske serier Passion (1949), Den fortryllede by (1953), Soldaten og barnet (1954), Den sovende by (1955-1957), Orfeus og Eurydike I (1955-1959) og Orfeus og Euredike II (Isola, 1970), Klagesange (1964) og Nekropolis (1970). Flere af serierne er udgivet i bogform. 
Palle Nielsen var en af Danmarks allerfineste kunstnere i det 20. århundrede og inspirerede blandt andre en række tegneserietegnere med sine mesterlige tuschtegninger og sin grafik. 